# Erlangenský program
Erlangenský program je v matematice metoda, charakterizující geometrie na základě teorie grup a projektivní geometrie. Projektivní geometrie byla zdůrazněna jako sjednocující rámec pro všechny ostatní geometrie, kterými se Felix Klein zabýval. Euklidovská geometrie (grupa shodností) je více omezující než afinní geometrie (grupa afinit) a ta je více omezující než projektivní geometrie (grupa projektivit).
Stejný název dostala i přednáška, kterou přednesl v říjnu roku 1872 matematik Felix Klein na univerzitě v Erlangenu, při jmenování řádným profesorem. Vytvořil ve své práci novou koncepci klasifikace různých geometrií. Základní myšlenka tvrdí, že s konkrétním geometrickým prostorem je spojena určitá grupa transformací (hlavní grupa) a geometrické vlastnosti se nemění při transformacích této hlavní grupy. Volbou různých grup transformací se získávají různé geometrie: volíme-li klasické ”pohyby“ (přímé a nepřímé shodnosti), dostáváme eukleidovskou geometrii, afinní transformace vedou ke geometrii afinní apod.

## Problémy geometrie devatenáctého století
Elementární geometrie představuje geometrii euklidovského prostoru dvou dimenzí (rovinná geometrie) nebo tří dimenzí (prostorová geometrie). V první polovině devatenáctého století začaly matematické aplikace vyžadovat geometrie čtyř i více rozměrů. Důsledné zkoumání základů euklidovské geometrie odhalilo nezávislost Euklidova pátého postulátu na prvních čtyřech a následně byl položen základ neeuklidovské geometrii. Felix Klein vytvořil teorii, že tyto nové geometrie jsou pouze speciální případy projektivní geometrie, jak ji definoval Poncelet, Möbius, Cayley a další.
S každou geometrií spojil Klein základní skupinu symetrií. Hierarchie geometrií je matematicky reprezentována jako hierarchie grup a hierarchie jejich invariantů. Například délky, úhly a oblasti jsou zachovány s ohledem na euklidovskou skupinu symetrií. Koncept rovnoběžnosti, který je zachován v afinní geometrii, nemá v projektivní geometrii smysl.
Klein preferoval syntetické metody, která vytváří podmínky pro plné využití prostorové představivosti (častěji byly v 19. století preferovány názory pro využívání analytických metod v geometrii) a tvrdil, že geometrii je třeba chápat jako vícerozměrnou. Základy {\displaystyle n}-rozměrné geometrie položil sice Hermann Grassmann (1809-1877) ve své knize Ausdehnungslehre vydané v roce 1844, jeho myšlenky však nebyly plně pochopeny.
Klein při své práci byl inspirován Cayleyho spisem A sixth memoir upon quantics, který vyšel roku 1859. Zde se objevil pohled na metrické vlastnosti geometrických objektů na základě teorie invariantů. Artur Cayley vyslovil myšlenku, že vlastnosti geometrických útvarů, které jsou neměnné s ohledem na geometrické transformace, se projeví také analyticky ve formě algebraických invariantů kvantik, které daným geometrickým útvarům odpovídají.

## Základy klasifikace geometrií
Klein argumentoval tím, že vícerozměrné objekty se skládají z různých geometrických útvarů v trojrozměrném prostoru, např. z přímek lze vytvořit čtyřrozměrný objekt, z kvadriky dokonce devítirozměrnou „rozmanitost“ (ve 20. století se používá termín varieta). Vícerozměrné objekty jsou tvořeny transformačními grupami. Jeho práce vedla k vzájemnému ovlivňování geometrie a algebraické teorie invariantů, vycházela také z práce Alfreda Clebsche z roku 1871 o teorii binárních forem.
Při uvažování libovolné množiny geometrických transformací lze prohlásit za ekvivalentní ty útvary, které lze vzájemně získat pomocí transformací této množiny. Přirozeným požadavkem přitom je, aby uvažovaná relace mezi dvěma útvary byla opravdu ekvivalencí, tj. aby byla reflexivní, symetrická a tranzitivní. Odtud plyne, že uvažovaná množina transformací musí být grupou. Volbou různých grup transformací pak získáváme jednotlivé geometrie. Klein popsal geometrii přesahující euklidovskou geometrii, konkrétně hyperbolickou geometrii podle Nikolaje Ivanoviče Lobačevského, která se později stala důležitou pro teorii relativity ve fyzice a eliptickou geometrii. Tyto dvě neeuklidovské geometrie našly zásadní uplatnění v diferenciální geometrii.
V úvodu své práce Klein popsal pojem grupa prostorových transformací, kde jsou geometrické vlastnosti prostorového útvaru zachovány. Je možné tvrdit, že geometrické vlastnosti lze charakterizovat právě na základě jejich invariantnosti vůči transformacím grupy. Klein vytvořil definici geometrie: „existuje-li nějaký geometrický prostor a nějaká grupa transformací, pak geometrie zkoumá právě dané vlastnosti prostoru, které zůstanou nezměněny při transformacích dané grupy. Lze říci, že každá geometrie je teorií invariantů dané grupy transformací“. Zdůrazňoval, že grupu transformací lze volit libovolně. Na základě grup transformací, lze definovat nové geometrie. Vznik různých geometrií historicky umožnil vznik obecného pojmu izomorfismu. Klein stanovil definiční obor transformací nezávisle na objektech. Dosáhl toho tím, že zvolil obecně n-dimenzionální projektivní prostor (varietu).
Značná část práce je věnována „přenášení prostřednictvím zobrazení". V části věnované komplexním číslům lze nalézt možnosti využití geometrického přístupu v komplexní analýze. Popisuje zde tzv. Analysis Situs (název pro topologii). Klein vyložil teorii kontaktních transformací norského matematika Sophuse Lie, které jsou aplikovány v mechanice.
V další části spisu Klein stanovil logické zařazení projektivní geometrie, přímkové geometrie a dalších. Relaci inkluze mezi různými grupami transformací přenesl na odpovídající geometrie. Pokud nějakou grupu nahradíme jinou grupou, která danou grupu obsahuje, zůstane zachována pouze část původních geometrických vlastností. Přechodem k rozšířené grupě nebo k vlastní podgrupě tak lze přejít od jednoho typu geometrie k jinému.
Práci Felixe Kleina provázely také pochybnosti ostatních matematiků, nebyla hned přijata a pochopena. V roce 1893 otiskl Klein Erlangenský program znovu v časopise Mathematische Annalen.

## Závěr
Kromě zmíněných klasických geometrií, které všechny vyplývají z omezení transformační skupiny z projektivní geometrie, lze tímto způsobem přejít od projektivní geometrie k eliptické a hyperbolické geometrii. Kleinova koncepce přinesla historický zlom ve vývoji geometrie, ale s ohledem na sjednocující použití grupového myšlení také zvrat v oblasti algebry. V devatenáctém století se rozvíjelo myšlení v matematických strukturách. Erlangenský program patří k nejvýznamnějším mezníkům dějin matematiky devatenáctého století. V matematické logice sloužil jako inspirace pro Alfreda Tarskiho při analýze logických pojmů.